# Isola d'Anticosti
L'isola d'Anticosti (inglese: Anticosti Island; francese: Île d'Anticosti) è un'isola canadese del Golfo di San Lorenzo, in Québec, tra il 49° e il 50° N., e tra i 61° 40' e 64° 30' W.
Ha una superficie di 7892,52 km² (poco più piccola della Corsica), e per dimensioni è la 90ª isola più grande del mondo e la 20ª più grande del Canada. L'isola è separata a Nord dalle coste del Labrador (la regione della Côte-Nord) dallo Stretto Jacques Cartier, ed a sud della Penisola Gaspé dallo Stretto Honguedo.
Misura in lunghezza 217 km (135 miglia), e dai 16 km (10 miglia) ai 48 km (30 miglia) in larghezza. A livello di dimensioni supera la provincia dell'Isola del Principe Edoardo, ma è scarsamente popolata, solo 266 persone nel censimento del 2001, per la maggior parte concentrati nel villaggio di Port-Menier sulla punta occidentale dell'isola, per la maggior parte occupati come custodi dei numerosi fari eretti dal governo canadese. La costa è rocciosa e pericolosa, e ha solo due porti sicuri, Ellis Bay e Fox Bay. Il lago più grande dell'isola è il Wickenden, che alimenta il fiume Jupiter.

## Storia
Per migliaia di anni, l'isola d'Anticosti è stata utilizzata come terreno di caccia dei popoli indigeni che vivevano sulla terraferma. Gli Innu la chiamavano Notiskuan, traducibile come "dove gli orsi sono cacciati"; e per i Mi'kmaq era Natigostec, che significa "prossima terra". L'esploratore francese Jacques Cartier navigò lungo le sue sponde nell'estate del 1534. La chiamò Assomption e ne fornì una delle prime descrizioni scritte.
Dai primi del Seicento la Francia la fece entrare nel suo impero coloniale. I suoi primi coloni arrivarono nel 1680, quando il re Luigi XIV donò a Louis Jolliet l'isola. Pari a un quarto della dimensione del Belgio, Anticosti divenne così l'isola privata più grande del mondo. Louis Jolliet vi eresse un fortilizio e nella primavera del 1681 vi si stabilì con la moglie, oltre a quattro figli e sei servi. La sua fortezza fu catturata e occupata durante l'inverno del 1690 dalle truppe del Massachusetts di William Phips durante la loro ritirata dopo l'infruttuoso tentativo di conquistare la città di Québec. La famiglia Jolliet mantenne la proprietà fino al 1763 quando divenne parte dell'Impero Britannico secondo i termini del Trattato di Parigi che chiudeva la Guerra dei Sette Anni. Negli anni successivi l'isola cambiò di proprietà più volte, e venne utilizzata per il suo legname.

Anticosti nel 1895 venne venduta ad Henri Menier, che costruì l'intero villaggio di Port-Menier, oltre a creare un'industria legata alla conservazione del pesce e delle aragoste. Tentò di sviluppare le risorse dell'isola, soprattutto quelle legate al legname e alla torba. Molte delle case dell'epoca esistono ancor oggi. Menier introdusse un allevamento di 220 cervi, che senza predatori naturali come il lupo, prosperarono, arrivando ad oggi a superare le 100.000 unità, mentre si contano circa 1.000 alci.
Henri Menier morì nel 1913 e la proprietà passò al fratello Gaston, che mantenne l'isola per un certo periodo, fino a cederla alla Wayagamack Pulp e Paper Company nel 1926.
Nel 1974 il governo del Québec ha acquistato l'isola. Con i suoi 24 fiumi e torrenti, ora è un paradiso per paleontologi, osservatori ornitologici, escursionisti, e un gran numero di pescatori e cacciatori, in particolare provenienti dagli Stati Uniti.
Il 19 settembre 2023 i giacimenti fossiliferi presenti sull'isola sono stati iscritti nella Lista dei patrimoni dell'umanità dell'UNESCO dalla quarantacinquesima sessione del Comitato del patrimonio mondiale riunito a Riad.